# WR 111
WR 111 eller HD 165763 är en ensam stjärna i den mellersta  delen av stjärnbilden Skytten nära V4361 Sagittarii och HD 165516, men ingår uppenbarligen inte i den befintliga stjärnhopen. Den har en skenbar magnitud av ca 7,8 och kräver en handkikare eller ett mindre teleskop för att kunna observeras. Baserat på parallax enligt Gaia Data Realease 2 beräknas den befinna sig på ett avstånd av ca 5 130 ljusår (ca 1 630 parsec) från solen. Den är en Wolf–Rayet-stjärna (förkortad WR) och en av den ljusaste och närmaste studerade WR-stjärnorna.

## Observation
År 1880 rapporterade Edward Pickering att BD−21°4864 hade ett spektrum som liknar en nova, men det var tydligen en ickevariabel stjärna som hade varit nära 8:e magnituden sedan åtminstone 1849. Den ingick i Campbells rapport The Wolf-Rayet stars, 1894.
I Henry Draper Catalogue, var BD−21°4864 listad som post 165763 med en spektraltyp av Oa. Den beskrevs 1925 som en "Be-stjärna" på grund av dess mycket starka emissionslinjer, och 1927 som en klass-O-stjärna med ovanligt breda emmissionssegenskaper. Efter klassificeringen av WR-stjärnor i antingen kväve- eller kolserien, betecknades HD 165763 som WC6 och dess temperatur uppskattades utifrån styrkan av Ov- och Civ-emission.
År 1968 reviderades WR-spektralklasserna och HD 165763 användes som exempel på klass WC5. I denna katalog, betraktad som den femte katalogen över Wolf Rayet-stjärnor, utsågs den till MR 84. I den sjätte WR-katalogen antogs den nuvarande namnkonventionen och denna stjärna numrerades som WR 111.

## Egenskaper
WR 111 anses vara en arketypisk WC5-stjärna, med dominerande emissionslinjer av Civ, plus stark Ciii-emission såväl som Oiii, Oiv och Ov, men inte Ovi.
Icke-hydrodynamiska atmosfäriska modeller beräknar en "yttemperatur" på 89 000 K. Ytan definieras i detta sammanhang som det djup i atmosfären där det optiska djupet når 20. Detta skiljer sig från den konvention som används för många typer av stjärnor, på grund av WR-stjärnornas optiskt täta stjärnvindar. Motsvarande radie är 2,10 solradier. En mer detaljerad individuell studie av WR 111 med hjälp av en hydrodynamisk atmosfärisk modell ger en temperatur på 140 000 K och en radie på 0,905 solradie. Den till synes stora skillnaden beror till stor del på skillnaden i djupet inom atmosfären där radien definieras. Ljusstyrkan för WR 111 är liknande i båda modellerna vid 245 000  - 282 000 gånger solens, och massorna visar sig vara 13,0 respektive 13,83 solmassor.
Stjärnvinden från WR 111 kastar ut motsvarande 20 miljondelar av solens massa varje år med en hastighet av 2 398 km/s. Mekanismen som driver den intensiva stjärnvinden visar sig vara en opacitetsbula djupt inne i atmosfären orsakad av starkt joniserat järn. Vindarna accelereras sedan till hög hastighet i den yttre atmosfären av mindre starkt joniserat järn och av kol och syre.